# Plosy (przystanek kolejowy)
Plosy (biał. Плёсы; ros. Плёсы) – przystanek kolejowy w miejscowości Plosy, w rejonie homelskim, w obwodzie homelskim, na Białorusi. Położony jest na wschodniej obwodnicy kolejowej Homla.